# Ángel Gabilondo
Ángel Gabilondo Pujol (San Sebastián, Guipúzcoa, 1 de marzo de 1949) es un político y catedrático de universidad español, actual defensor del Pueblo desde 2021. Entre 2009 y 2011 fue titular del Ministerio de Educación del Gobierno de España; y hasta entonces  fue rector de la Universidad Autónoma de Madrid y miembro del Departamento de Filosofía de la Facultad de Filosofía y Letras de dicha universidad, así como presidente de la Conferencia de Rectores de Universidades Españolas. Entre 2015 y 2021 fue diputado y portavoz del Grupo Parlamentario Socialista en la Asamblea de Madrid, siendo en los tres comicios candidato a la presidencia de la Comunidad de Madrid por el PSOE-M.

## Biografía

### Formación
Ángel Gabilondo es el quinto de nueve hermanos. Su familia residía en la parte vieja de San Sebastián, siendo sus hermanos: Iñaki, destacado periodista; Pedro, periodista deportivo; Ramón, periodista y alto directivo de la Cadena Ser; Luis, médico y director general de Salud del Gobierno de Navarra; Lourdes, maestra, religiosa de la orden de las Franciscanas Misioneras de María y directora de Misiones y de Obras Misionales Pontificas de la diócesis de Tuy-Vigo; Arantxa, médico; Javier, empresario de la industria cárnica y Jesús, médico, que ha trabajado en ASPACE.
Es tío de la periodista Estíbaliz Gabilondo y primo hermano del antropólogo forense Francisco Etxeberria Gabilondo. 
Gabilondo estudió con los corazonistas de San Sebastián. Posteriormente ingresó en dicha congregación, donde permaneció como hermano hasta 1979, año en que una crisis espiritual le llevó a convalidar sus estudios y a abandonar la congregación. Dio clases en diversos colegios de los corazonistas antes de abandonar.
Ángel Gabilondo cursó sus estudios universitarios en la Universidad Autónoma de Madrid (UAM). En junio de 1980 se licenció en Filosofía y Letras con una nota de sobresaliente. El 20 de noviembre de 1980 consiguió el título de Licenciado con Grado por la UAM gracias a su tesina con una nota de sobresaliente y Premio Extraordinario. En los siguientes tres años se dedicó a elaborar su tesis doctoral, que leyó el 9 de febrero de 1983 consiguiendo la nota de sobresaliente con opción a premio. Su tesis se titulaba El concepto como experiencia y sistema en Hegel, para lo que residió un tiempo en Bremen y Bochum, y la desarrolló bajo la dirección del profesor Juan Manuel Navarro Cordón en el departamento de Metafísica en la Facultad de Filosofía y Letras de la UAM.

### Trayectoria profesional

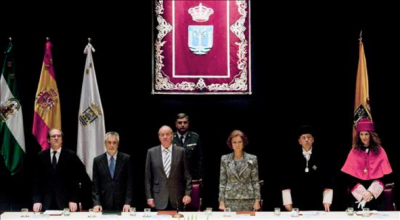
Gabilondo en el acto de apertura del curso académico 2010.

Toda su carrera docente universitaria se ha desarrollado en la Universidad Autónoma de Madrid. Empezó el 1 de octubre de 1980 como profesor colaborador. El 1 de diciembre de 1982 pasó a ser Profesor Encargado, puesto que ocupó hasta el 31 de enero de 1983 cuando pasó a ser profesor adjunto interino de Metafísica, Ontología y Teodicea. Permaneció en el cargo hasta el 10 de marzo de 1986, cuando fue ascendido a Profesor Titular de Filosofía (Metafísica). Desde el 29 de abril de 2001 ostenta el título más alto en la facultad de letras, el de Catedrático en Filosofía. Hasta su nombramiento como ministro impartía las asignaturas de Metafísica, Hermenéutica y Teorías de la Retórica y de Pensamiento Francés Contemporáneo. 
Fue elegido rector de la UAM el 27 de abril de 2002. El lema de su campaña fue «hacer universidad de otro modo, sin exclusiones, innovadora y que se involucre en lo social». En 2006 fue reelegido para un segundo y último mandato, ya que los estatutos de la universidad limitaban la permanencia en el cargo a dos mandatos. Entre 2004 y 2006 fue elegido presidente la organización de responsables de las universidades de la Comunidad de Madrid, la Conferencia de Rectores de las Universidades Madrileñas (CRUMA). En octubre de 2007 pasó a presidir la Conferencia de Rectores de Universidades Españolas (CRUE). Gabilondo fue el único candidato que se presentó y obtuvo 58 votos de los 62 asistentes (la CRUE incluye a los rectores de 76 universidades, 50 públicas y 26 privadas).

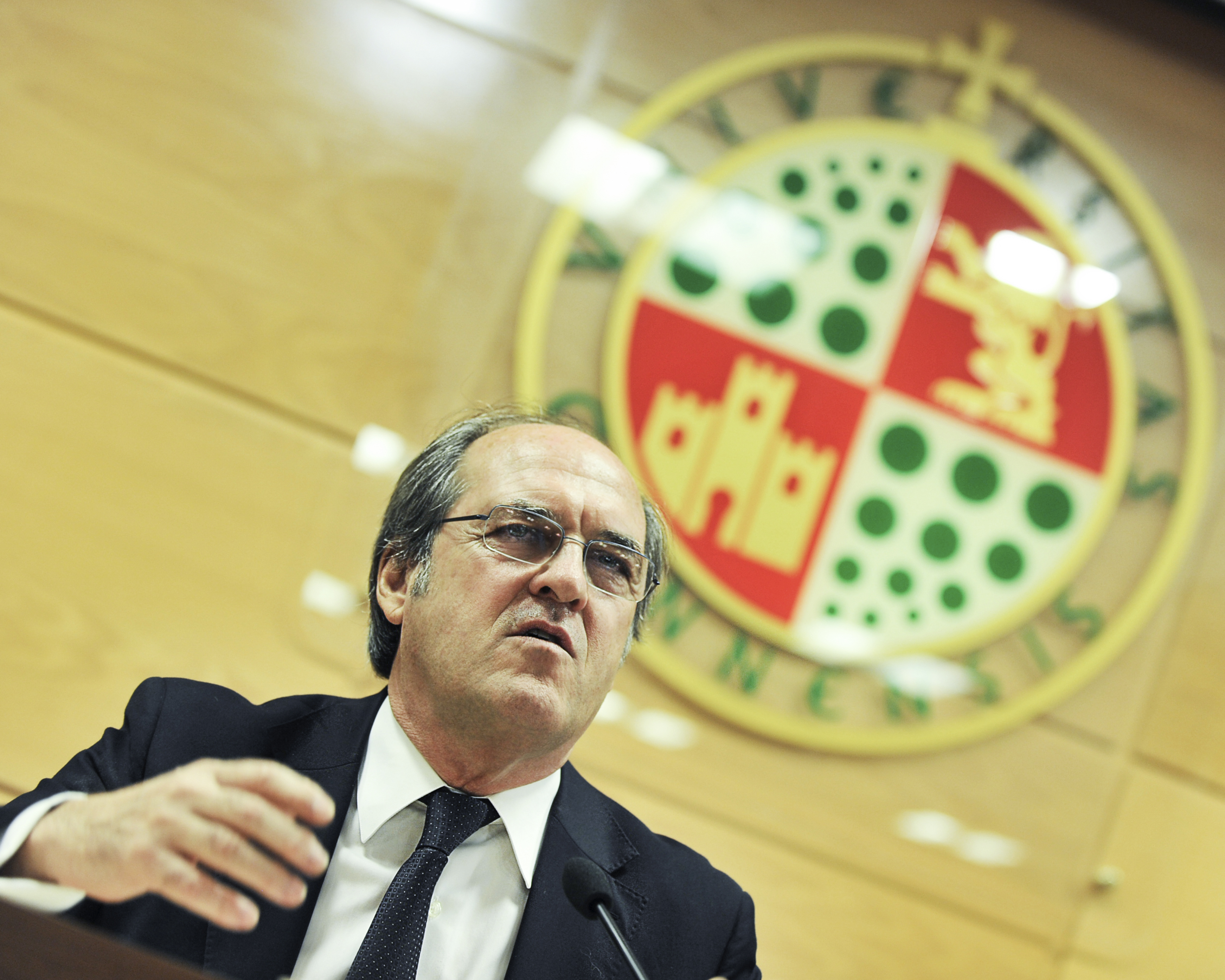
Ángel Gabilondo en la Universidad de Jaén (31-10-2013).

### Trayectoria política
El 7 de abril de 2009 fue nombrado ministro de Educación por el Presidente del Gobierno José Luis Rodríguez Zapatero en el trascurso de la IX Legislatura. Sustituyó a la anterior ministra Mercedes Cabrera Calvo-Sotelo. Bajo su mandato procuró impulsar un Pacto Social y Político por la Educación que fue, sin duda, la primera aproximación a este importante objetivo de país. Se llegó a consensuar un documento que incluía 12 objetivos educativos para una década y que se concretaba en 148 medidas. Además, el Pacto incluía la necesaria estabilidad normativa para el sistema, así como una propuesta y compromiso de financiación estable a lo largo de una década. Dicho acuerdo no fue posible por las diferencias que en el último momento explicó la responsable de Educación del Partido Popular  (PP), en ese momento María Dolores de Cospedal. Gabilondo lo definió como "un pacto acordado pero no firmado" y se comprometió a desarrollarlo en el consecuente Plan de Acción que desplegó hasta el final de su responsabilidad como ministro.
El 20 de febrero de 2015 fue nombrado como candidato para la presidencia de la Comunidad de Madrid por el Partido Socialista Obrero Español (PSOE). En las elecciones a la Asamblea de Madrid del 24 de mayo de 2015 fue cabeza de lista del PSOE, quedando segundo tras el Partido Popular con un 25,43% de los votos emitidos. De esta forma, fue elegido diputado y en junio de 2015 se convirtió en portavoz del Grupo Parlamentario Socialista en el parlamento regional.
Asimismo, en las elecciones a la Asamblea de Madrid de 2019 repitió candidatura de la lista del PSOE ganando estas elecciones con un 27,35% de los votos, pero sin opciones para sumar con otros partidos políticos para ser elegido presidente.
También repite candidatura el 4 de mayo de 2021 tras la convocatoria de elecciones anticipadas en la comunidad de Madrid por parte de la presidenta Isabel Díaz Ayuso. Tras los malos resultados cosechados por su candidatura, Gabilondo abandonó sus cargos políticos y decidió no asumir como diputado.

### Defensor del Pueblo
En octubre de 2021, los partidos mayoritarios en las Cortes Generales, PSOE y PP, alcanzaron un acuerdo para la renovación del Defensor del Pueblo, que estaba en funciones desde 2017. Así, se anunció que el alto comisionado de las Cortes para la defensa de los derechos fundamentales sería Ángel Gabilondo.
Compareció en la Comisión Mixta de las Cortes el 27 de octubre de 2021, donde recibió el aval de la mayoría de los partidos. El 11 de noviembre de 2021, el Pleno del Congreso de los Diputados aprobó la designación de Gabilondo por 240 votos. Habiendo alcanzado la mayoría de tres quintos necesaria, el procedimiento continuó en el Senado, que ratificó definitivamente su nombramiento el 16 de noviembre de 2021. Su nombramiento se hizo oficial el 18 de noviembre de 2021.

## Libros publicados
Durante su etapa en la congregación del Sagrado Corazón, escribió el libro Enséñanos a amar. Catecismo del Sagrado Corazón (Ediciones Mensajero (Colección A.C.I.), Bilbao, 1969.
Como divulgador de Filosofía, ha participado en la publicación de multitud de libros. De ellos, seis han sido escritos por él completamente:
- Dilthey: Vida, expresión e historia, Editorial Cincel, Madrid, 1988.
- El discurso en acción (Foucault y una ontología del presente), Editorial Anthropos, Barcelona, 1990.
- Trazos del eros: del leer, hablar y escribir, Editorial Tecnos, Madrid, 1997.
- Menos que palabras, Alianza Editorial, Madrid, 1999.
- La vuelta del otro. Diferencia, identidad y alteridad, Trotta y UAM, Madrid, 2001.
- Mortal de necesidad, Abada, Madrid, 2003.
- Alguien con quien hablar, Editorial Aguilar, Madrid, 2007.
- Contigo, Editorial Aguilar, Madrid, 2009.
- Palabras a mano, Editorial Seix Barral, Madrid, 2009.
- Sin fin, Editorial Aguilar, 2010.
- Darse a la lectura, Editorial RBA, Madrid 2013.
- El Salto del Ángel. Palabras para comprenderse. Aguilar, Madrid 2013.
- Por si acaso: Máximas y mínimas, Editorial Espasa, Madrid 2014.
- Ser de palabra. El lenguaje de la Metafísica [con Gabriel Aranzueque], Gredos, Madrid, 2015
- Puntos Suspensivos. Editorial Círculo de Tiza, Madrid, 2015.

Además, ha participado en 94 introducciones, traducciones y ediciones de muchos otros libros.

## Ponencias y conferencias presentadas
Desde 1984, Gabilondo ha participado en ponencias y comunicaciones del ámbito de la filosofía. Ha tomado la palabra en instituciones como la Universidad Complutense de Madrid, Instituto Francés de Madrid, la Universidad de Granada, en el CSIC, la Universidad de Salamanca, el Círculo de Bellas Artes o el Instituto Cervantes de Roma. Entre los cursos y conferencias, ha visitado la Universidad Autónoma de Chapingo en México en 1994, la Universidad Nacional de Entre Ríos, la Universidad Católica de Santa Fe, la Universidad Nacional de Santiago del Estero, la Universidad de Buenos Aires y la Universidad de La Plata de Argentina en 1998. Participó en el I Encuentro Internacional de rectores de Universia: La Universidad Iberoamericana en la Sociedad del Conocimiento que tuvo lugar en Sevilla con una ponencia titulada Diez señas y un desafío en 2005.
El 2 de octubre de 1980 consiguió el 2.º Premio Nacional de Terminación de Estudios, otorgado por el Instituto Nacional de Asistencia y Promoción del Estudiante. Así mismo obtuvo el Premio Extraordinario de Licenciatura, concedido el 15 de abril de 1983.
El 22 de septiembre de 2011 recibió el doctorado honoris causa por la Universidad Nacional Autónoma de México (UNAM).
En junio de 2011 recibió también la Medalla de Oro de la Universidad de Málaga, la máxima distinción de esta institución, por su trayectoria profesional y académica.

## Distinciones y condecoraciones
- Medalla de la Casa de Velázquez (2003)
- Orden de Bernardo O´Higgins en el Grado "Gran Cruz". Otorgada por el presidente de la República de Chile (2004)
- Oficial de la Orden de las Palmas Académicas, otorgada por el Ministerio de Educación Nacional, Enseñanzas Superiores e Investigación de Francia (2004)
- Caballero Gran Cruz de la Real y Distinguida Orden de Carlos III (30 de diciembre de 2011).[12]
- Caballero Gran Cruz de la Orden de Alfonso X el Sabio (26 de diciembre de 2014)[13]
- Doctor honoris causa de la Universidad Nacional Autónoma de México (2011)
- Medalla de Oro de la Universidad de Málaga (2011)
- Doctor honoris causa de la Pontificia Universidad Católica de Valparaíso de Chile (2012)
- Medalla de la Universidad Autónoma de Madrid (2013)
- Medalla al Mérito Educativo de la Junta de Andalucía (2015)